# Northeast Airlines (Großbritannien)
Northeast Airlines, im Außenauftritt Northeast, war eine britische Fluggesellschaft, die im November 1970 aus der Umfirmierung der BKS Air Transport entstand. Das Unternehmen führte bis März 1974 Flüge unter eigenem Namen durch und ging 1976 vollständig in British Airways auf. Ursprünglich wurde die Gesellschaft im Jahr 1952 als B.K.S. Aero Charter gegründet.

## Geschichte

### B.K.S. Aero Charter

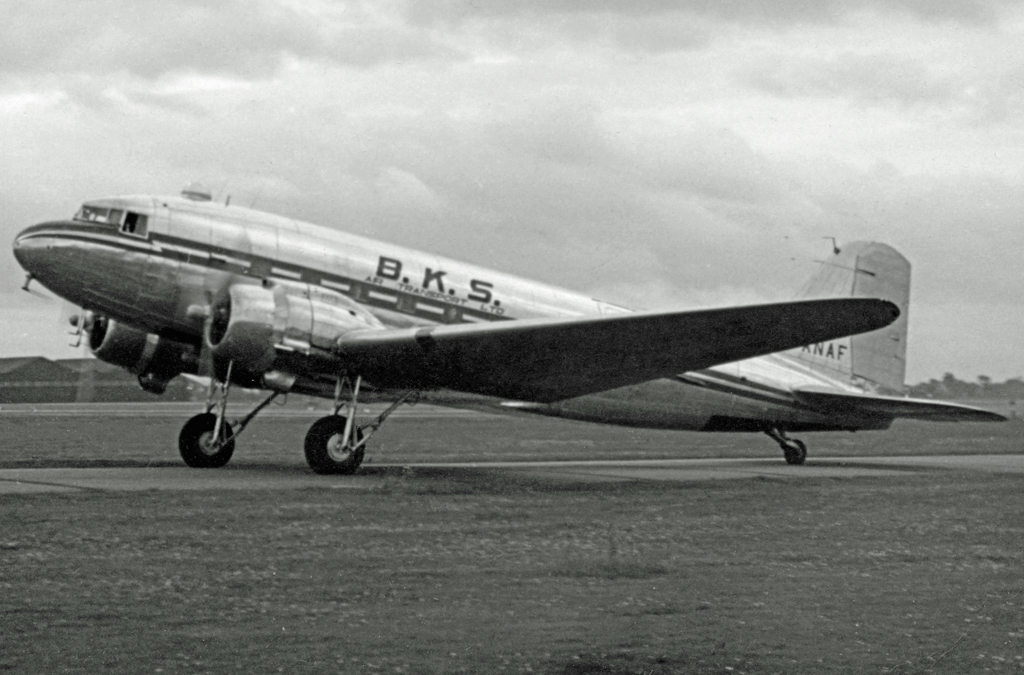
BKS stellte ihre fünfte Douglas DC-3 (G-ANAF) im Juni 1953 in Dienst

Die Charterfluggesellschaft B.K.S. Aero Charter wurde am 7. Februar 1952 in Southend gegründet. Ihre Bezeichnung leitete sich von den Nachnamen der Gründer James Barnby, Thomas Keegan und Cyril Stevens ab, die bereits einen Monat zuvor das in Southend ansässige Wartungsunternehmen B.K.S. Engineering Ltd. eröffnet hatten. Die Betriebsaufnahme vom Flughafen Southend-on-Sea erfolgte mit einer Douglas DC-3, mit der anfangs Vieh nach Mailand und Florenz transportiert wurde. Das Unternehmen ersetzte dieses Flugzeug im April 1952 durch zwei baugleiche Typen aus dem Bestand der Royal Air Force. Beide Maschinen kamen auf Gelegenheitsflügen (Ad-hoc-Charter) in den Mittelmeerraum sowie nach Aden und Singapur zum Einsatz. Im Winter 1952/53 wurden überwiegend Flüge für Wintersportler nach Innsbruck angeboten.
Im Verlauf des Jahres 1953 stellte B.K.S. Aero Charter drei weitere Douglas DC-3 in Dienst, mit denen unter anderem erste IT-Charterflüge für den Reiseveranstalter Horizon Holidays zwischen Southend und Korsika erfolgten. Daneben beförderte BKS Fracht innerhalb Europas sowie in den Mittleren Osten. Am 18. Mai 1953 nahm die Gesellschaft erste nationale Liniendienste zwischen Hartlepool und Northolt (London) auf. Das Unternehmen beförderte im selben Jahr insgesamt 7.717 Fluggäste. Am Jahresende 1953 erhielt B.K.S. Aero Charter eine Genehmigung weitere Linienstrecken einzurichten und wurde daraufhin zur BKS Air Transport umfirmiert.

### BKS Air Transport

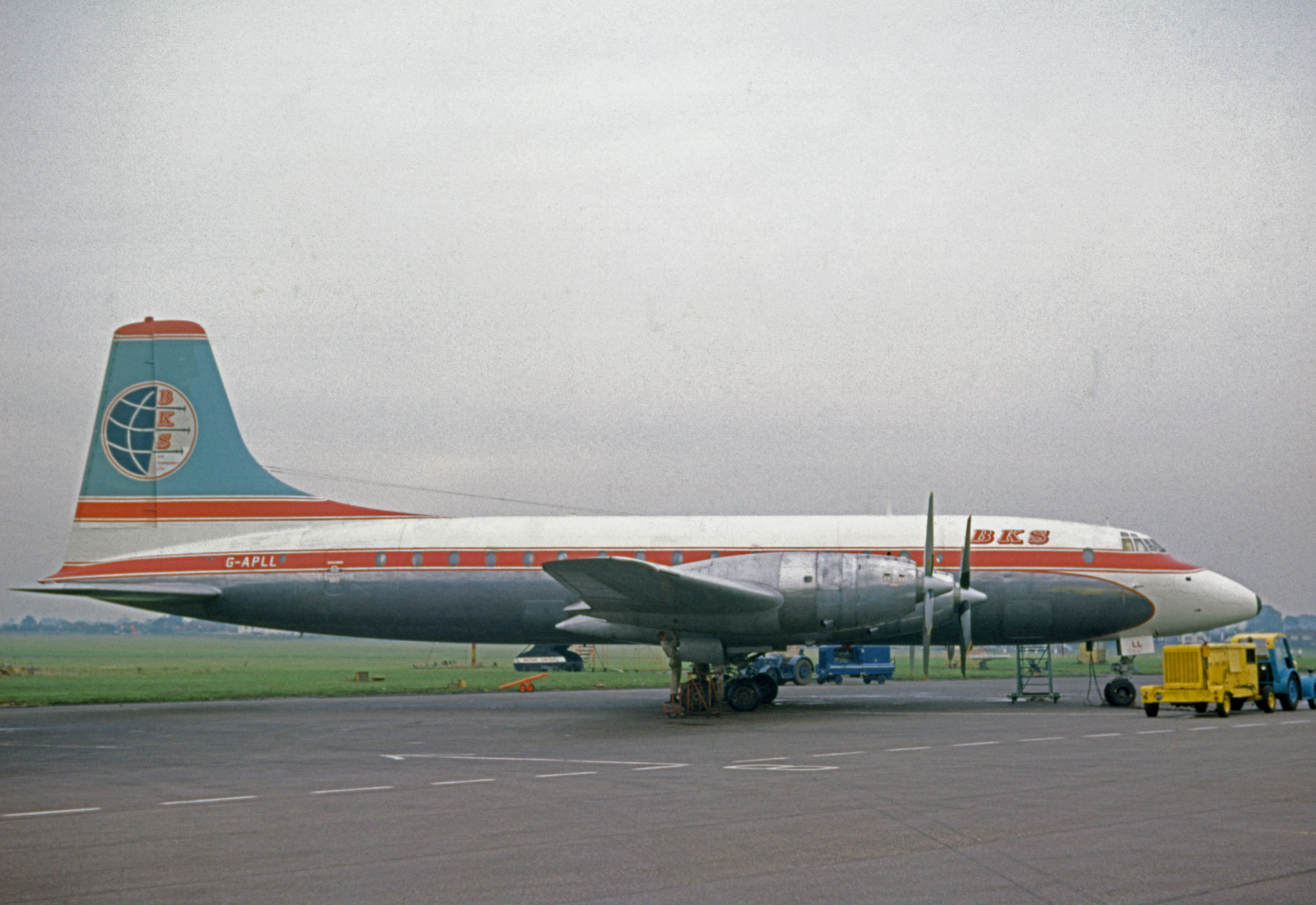
Ab 1964 setzte BKS Bristol Britannia im Linienverkehr und auf Charterflügen ein

Im Jahr 1954 richtete die Gesellschaft planmäßige Verbindungen von Leeds, Newcastle und Southend zu den britischen Inseln Jersey, zur Isle of Wight sowie zur Isle of Man ein und eröffnete ihre erste internationale Linienstrecke zwischen Southend und Ostende. Zeitgleich erfolgten Charterflüge nach Basel, Paris und Lourdes sowie über Korsika nach Mallorca. Daneben führte BKS militärische Auftragsflüge für die Royal Air Force und Zeitungstransporte nach Deutschland durch. Im Jahr 1954 beförderte die Gesellschaft 17.696 Passagiere. Gebraucht erworbene Maschinen der Typen Airspeed Consul und Vickers Viking vergrößerten ab 1955 die Flotte. Der Flughafen Newcastle wurde in der Folgezeit zum wichtigsten Standort des Unternehmens, von dem die meisten Verbindungen ausgingen, unter anderem ab 1956 auch eine Linienstrecke nach Düsseldorf. Am 17. April 1957 eröffnete BKS als erste private britische Fluggesellschaft eine Linienverbindung nach Dublin, auf der ab dem 9. August 1957 auch Maschinen des Typs Airspeed Ambassador zum Einsatz kamen. Im Jahr 1959 beförderte die Gesellschaft 58.358 Passagiere im nationalen Linienverkehr und weitere 25.519 Fluggäste auf den internationalen Strecken.

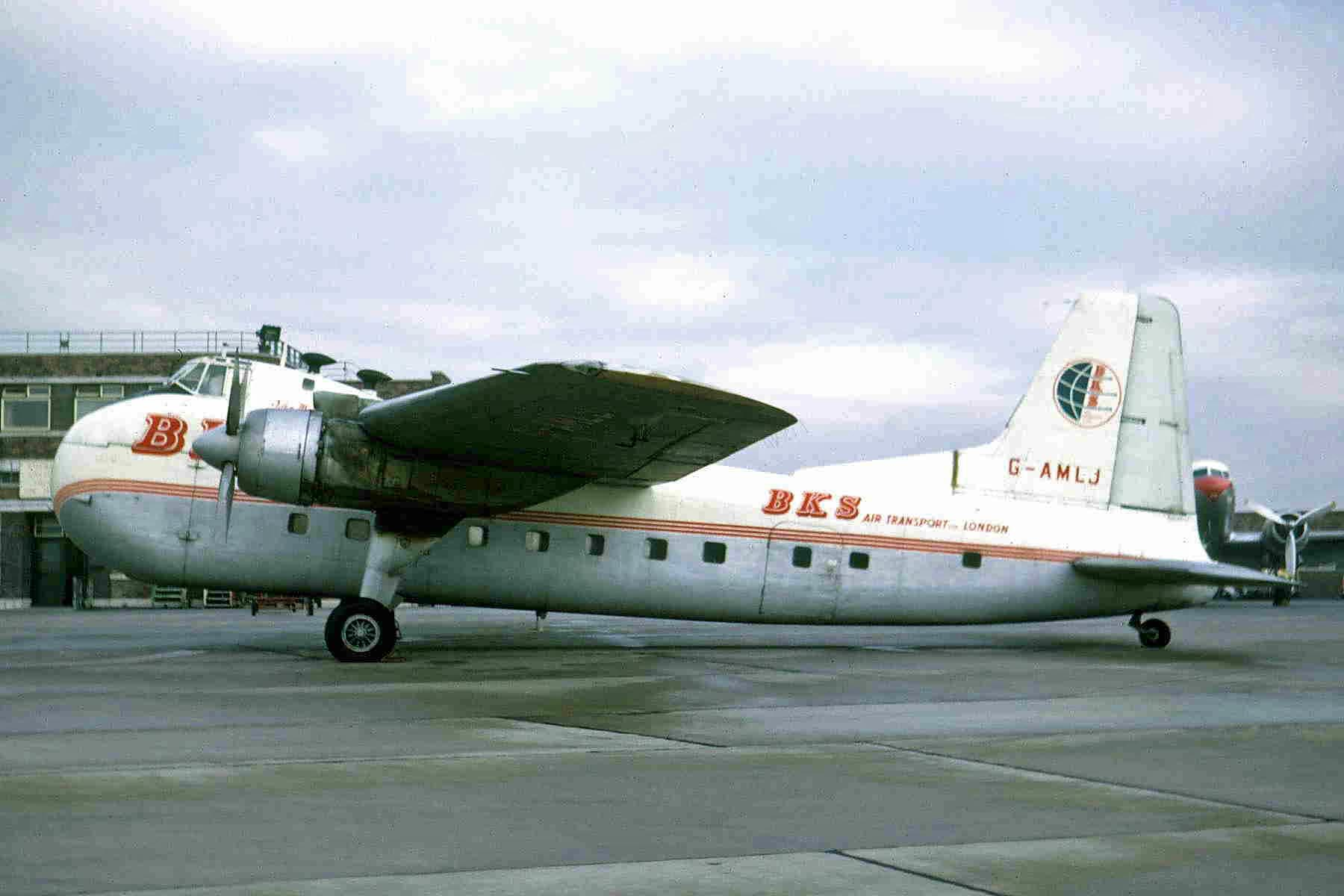
Frachtflugzeuge des Typs Bristol 170 ergänzten ab 1958 die Flotte

BKS stellte im Jahr 1958 ihre erste Bristol 170 in Dienst, die auf festen Frachtrouten zwischen Belfast, Edinburgh, Leeds, London und Newcastle verkehrte. Ab April 1960 wurden diese Maschinen auch zum Transport von Kraftfahrzeugen im Fährdienst zwischen Liverpool und Dublin genutzt. Im selben Jahr bestellte das Unternehmen fünf Turboprop-Flugzeuge des Typs Avro 748, die ab 1962 auf den Linienstrecken betrieben wurden. Im Sommer 1963 bot BKS von Newcastle, Leeds und London ausgehende internationale Liniendienste nach Amsterdam, Basel, Bergen, Biarritz, Bilbao, Dublin, Düsseldorf, Ostende und Stavanger an. Das Unternehmen übernahm im Jahr 1964 ihre ersten zwei Bristol Britannia, die für den Reiseveranstalter Skytours auf IT-Charterflügen in den Mittelmeerraum sowie auf den nationalen Strecken zum Einsatz kamen.
Am 14. September 1967 wurde BKS Air Transport vollständig von der staatlichen Fluggesellschaft British European Airways (BEA) übernommen, die bereits seit Juni 1964 eine Minderheitsbeteiligung an der Gesellschaft besaß. Das Unternehmen blieb als eigenständige Firmensparte der BEA bestehen und bildete gemeinsam der zeitgleich aufgekauften Cambrian Airways deren neue Tochtergesellschaft British Air Services (BAS), an welcher BEA zu 70 Prozent und die Eigentümer der BKS sowie der Cambrian Airways zu je 15 Prozent beteiligt waren. Die Flugzeuge trugen nach der Übernahme den Schriftzug British Air Services auf dem Rumpf, behielten aber ihr unverändertes BKS-Logo auf dem Leitwerk. Ab 1967 wurden Maschinen des Typs Vickers Viscount in Dienst gestellt, welche die Douglas DC-3, Airspeed Ambassador und Avro 748 im Passagierverkehr schrittweise ablösten.
BKS British Air Services setzte im Jahr 1968 vier Bristol Britannia, acht Vickers Viscount sowie eine zum Pferdetransporter umgebaute Airspeed Ambassador ein. Im selben Jahr wurden rund 600.000 Passagiere und ca. 5000 Tonnen Fracht befördert. Im März 1969 übernahm sie zwei Düsenflugzeuge des Typs Hawker Siddeley HS-121 Trident. Die Betriebseinführung erfolgte am 28. März 1969 zwischen London und Newcastle. Die zweite Maschine kam am 9. April 1969 auf einem Charterflug von Newcastle nach Palma de Mallorca erstmals zum Einsatz. Ab April 1969 trat BEA einige vom Flughafen London-Heathrow ausgehende Linienstrecken an BKS British Air Services ab, unter anderem die Routen nach Bordeaux, Klagenfurt und Luxemburg.

### Northeast Airlines

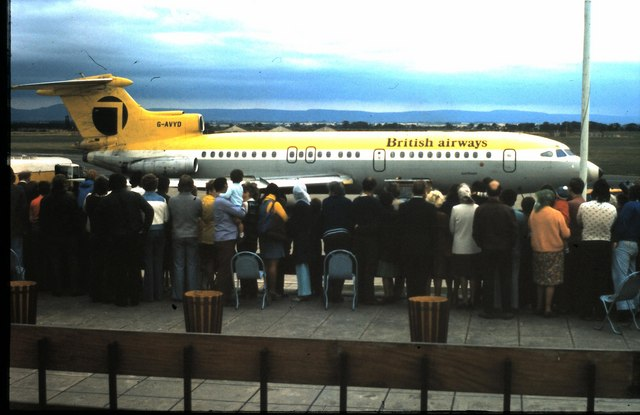
Ab April 1974 trugen die Flugzeuge der Northeast die Rumpfaufschrift British Airways. Die abgebildete Maschine verunglückte 1975 in Bilbao.

Am 1. November 1970 firmierte BEA ihre in Newcastle ansässige Unternehmenssparte BKS British Air Services zur Northeast Airlines um. Parallel erhielten die Flugzeuge eine gelbe Lackierung im neu entworfenen Corporate Identity dieser Gesellschaft. Northeast Airlines führte weiterhin nationale und internationale Linienflüge sowie im reduzierten Umfang auch Charterverkehr durch.
Nach der am 31. März 1974 erfolgten Fusion von British European Airways und British Overseas Airways Corporation zur Fluggesellschaft British Airways blieb Northeast als deren regionale Firmensparte (Regional Division Northeast) bestehen, trat aber im Anschluss nicht mehr unter eigenem Namen in Erscheinung. Die Flugzeuge erhielten zunächst die Aufschrift British Airways und wurden nacheinander in deren Unternehmensfarben lackiert. Am 31. März 1976 ging die Regional Division Northeast vollständig in British Airways auf und stellte den eigenen Flugbetrieb ein.

## Tochtergesellschaft BKS Air Survey
Die im Jahr 1957 gegründete Tochtergesellschaft BKS Air Survey Ltd. bot Vermessungsflüge und Luftbildaufnahmen an. Diese Auftragsdienste wurden zuvor von der Muttergesellschaft durchgeführt. Das Unternehmen setzte Maschine der Typen Airspeed Consul, Avro Anson und Douglas DC-3 sowie verschiedene Kleinflugzeuge ein. Die BKS Air Survey wurde nicht von der BEA übernommen und ist heute eine Tochtergesellschaft des niederländischen Konzerns Fugro. Der Geschäftssitz der Fugro-BKS Ltd. befindet sich in der nordirischen Stadt Coleraine.

## Zwischenfälle

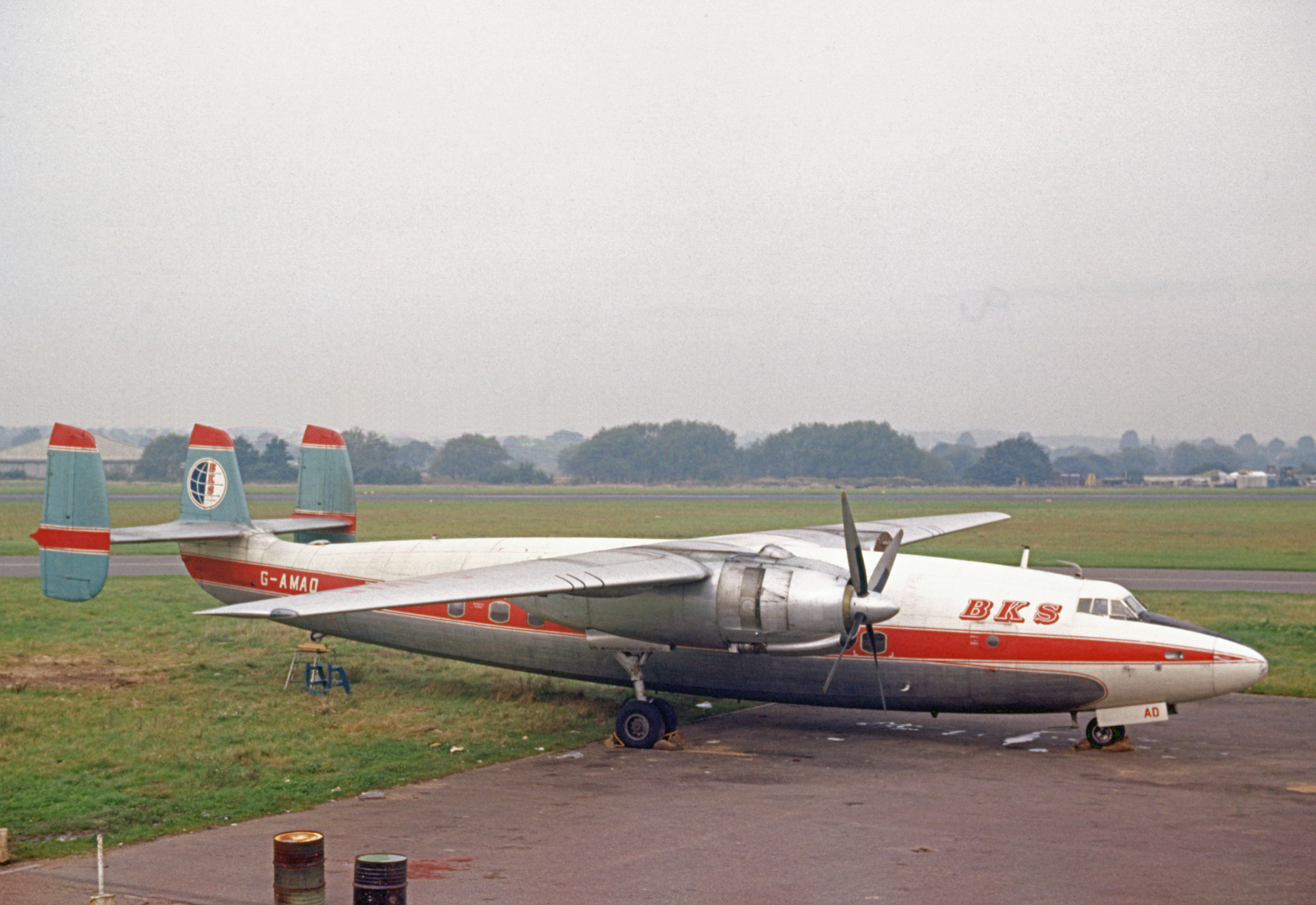
Diese zum Pferdetransporter umgebaute Airspeed Ambassador (G-AMAD) verunglückte 1968 bei der Landung in London

- Am 17. Oktober 1961 stürzte eine Douglas DC-3 der BKS Air Transport (Kennzeichen: G-AMVC) bei schlechten Sichtverhältnissen vor der Landung in Carlisle aus ungeklärter Ursache ab.  Die in Leeds gestartete Maschine befand sich auf einem Überführungsflug. Alle vier Insassen kamen bei dem Unfall ums Leben.[18]

- Am 9. April 1963 kam es bei einer Avro Anson (G-ALXH) der BKS Air Survey kurz nach dem Start in Leeds zur Rauchentwicklung im Flugzeug und einem Motorschaden. Beim Versuch einer Außenlandung kollidiertedas Flugzeug mit einer Hochspannungsleitung, schlug auf und musste als Totalverlust abgeschrieben werden. Die drei Insassen überlebten den Unfall.[19][20]

- Am 3. Juli 1968 verunglückte eine Airspeed Ambassador (G-AMAD) bei der Landung auf dem Flughafen London-Heathrow. Das Frachtflugzeug transportierte acht Pferde aus Deauville. Kurz vor dem Aufsetzen fuhr die Landeklappe an der linken Tragfläche aufgrund von Materialermüdung ein, was eine unkontrollierbare Rollbewegung auslöste. Das Flugzeug brach nach links aus, wobei die Tragflächenspitze Bodenberührung bekam. Die Maschine kollidierte mit zwei abgestellten Hawker Siddeley HS-121 Trident der BEA und prallte danach gegen ein Terminalgebäude. An Bord der Frachtmaschine befanden sich acht Besatzungsmitglieder, von denen nur zwei den Unfall überlebten.[21]

- Am 26. Juli 1969 brach das Bugfahrwerk einer Airspeed Ambassador (G-ALZR) bei der Landung auf dem Flughafen London-Gatwick. Aufgrund der Schadenshöhe wurde das Frachtflugzeug als Totalverlust verbucht; die acht an Bord befindlichen Personen wurden nicht verletzt.[22]

- Am 15. September 1975 verunglückte eine Hawker Siddeley HS-121 Trident 1E (G-AVYD) der Regional Division Northeast beim Start auf dem Flughafen Bilbao. Die Maschine auf dem Flug nach London-Heathrow wurde als Totalverlust abgeschrieben.[23]

## Flotte

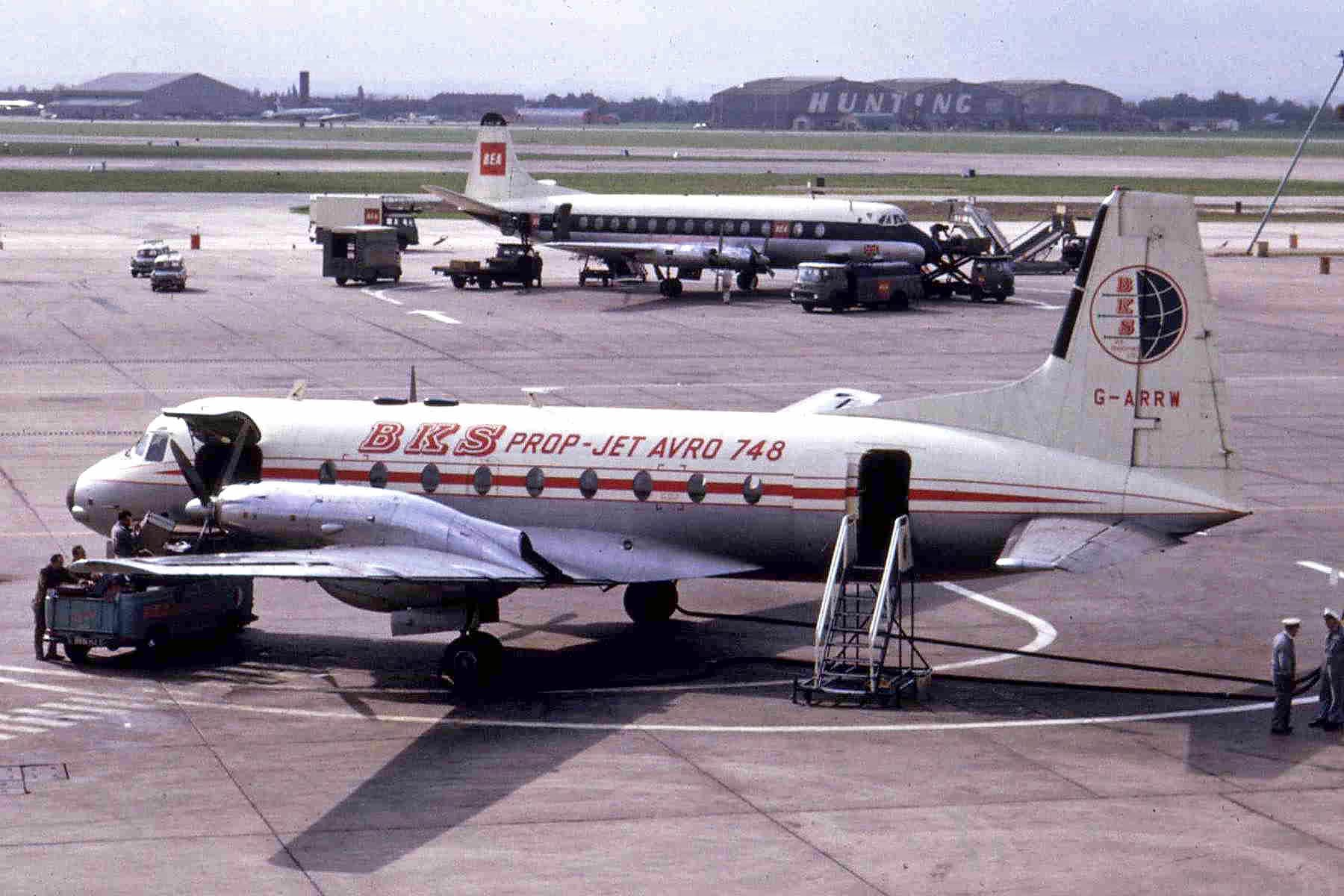
BKS setzte die Avro 748 von 1962 bis 1968 im nationalen Linienverkehr ein

- Airspeed Ambassador (1957 bis 1967 betrieben von BKS, bis 1969 für Frachtflüge genutzt)
- Airspeed Consul (1955 bis 1960 betrieben von BKS und BKS Air Survey)
- Avro 748 (1962 bis 1968 betrieben von BKS)
- Avro Anson (1952 bis 1964 betrieben von BKS und BKS Air Survey)
- Bristol 170 (1958 bis 1966 betrieben von BKS)
- Bristol Britannia (1964 bis 1970 betrieben von BKS)
- De Havilland DH.104 Dove (ca. 1955 bis 1960 betrieben von BKS)
- Douglas DC-3 (1952 bis 1967 betrieben von B.K.S. Aero Charter, BKS und BKS Air Survey)
- Hawker Siddeley HS-121 Trident (1969 bis 1976 betrieben von BKS und Northeast)
- Vickers Viking (1955 bis 1958 betrieben von BKS)
- Vicker Viscount 700 und 800 (1967 bis 1976 betrieben von BKS und Northeast, zuvor bereits kurzzeitig gemietet)

Daneben setzten BKS und BKS Air Survey einmotorige Maschinen für Schulungszwecke, Bannerschlepp und Luftbildaufnahmen ein.

## IATA- und ICAO-Codes
Eine Übersicht über die verwendeten IATA- und ICAO-Codes sowie Rufzeichen der verschiedenen Unternehmen:
| Zeitraum      | Unternehmen                    | IATA-Code | ICAO-Code | Rufzeichen |
| ------------- | ------------------------------ | --------- | --------- | ---------- |
| 1952 bis 1953 | B.K.S. Aero Charter            | (ohne)    | BK        | BEEKAYESS  |
| 1953 bis 1970 | BKS Air Transport              | BK        | BK        | BEEKAYESS  |
| 1970 bis 1974 | Northeast Airlines             | NS        | NS        | NORJET     |
| 1974 bis 1976 | BA Regional Division Northeast | NS        | NS        | NORJET     |